# Deutsche Fußballmeisterschaft der A-Junioren
Die Deutsche Fußballmeisterschaft der A-Junioren wird seit 1969 ausgespielt. Jährlich wird dabei die beste deutsche A-Jugend-Fußballmannschaft ermittelt. Die Spieler sind in der Regel zwischen 17 und 19 Jahren alt. Amtierender Meister ist der 1. FC Köln. Rekordmeister ist mit zehn Meisterschaften der VfB Stuttgart.

## Geschichte
Erstmals wurde die Meisterschaft im Jahre 1969 ausgespielt. Bei den ersten drei Austragungen qualifizierten sich lediglich die Meister der fünf Regionalverbände. Von 1972 an nahmen die Meister der Landesverbände an der Meisterschaft teil. Zunächst spielten die Mannschaften in Vorrunden- und Endrundenturnieren gegeneinander. Ab 1975 wurden die einzelnen K.-o.-Runden in Hin- und Rückspiel ausgetragen. Ab 1992 nahmen die Meister der neuen Bundesländer teil. Mit der Einführung der Regionalliga wurde das Teilnehmerfeld auf acht Mannschaften verkleinert. Im Jahre 2004 wurde die A-Junioren-Bundesliga eingeführt, wodurch das Teilnehmerfeld auf vier Mannschaften verkleinert wurde.
Seit der Saison 2014/15 qualifizierte sich der Deutsche Meister erstmals für die darauffolgende Saison der UEFA Youth League.

## Modus
Für die A-Junioren-Meisterschaft qualifizieren sich die Meister der drei Staffeln der A-Junioren-Bundesliga. Dazu kommt der Vizemeister der Staffel, deren Teilnehmer in den letzten drei Jahren am erfolgreichsten in der Endrunde waren. Dies wird anhand einer Leistungstabelle ermittelt. Dabei werden für die Meisterschaft drei Punkte, für die Finalteilnahme zwei Punkte und für die Halbfinalteilnahme ein Punkt vergeben. Wenn eine Staffel in einer Saison zwei Endrundenteilnehmer gestellt hat, werden nur die Punkte der besseren Mannschaft gewertet. Bei Gleichstand entscheidet das jüngste Ergebnis.
Die Meisterschaft wird im K.-o.-System ausgespielt. Das Halbfinale wird in Hin- und Rückspiel ausgetragen. Besteht nach Austragung des Hin- und Rückspiels Punktgleichheit, so entscheidet die Tordifferenz. Steht auch danach kein Sieger fest, so wird dieser im Anschluss an das Rückspiel ohne Verlängerung durch Elfmeterschießen ermittelt. Das Endspiel wird in einem Spiel ausgetragen. In diesem Spiel gibt es bei Bedarf Verlängerung und Elfmeterschießen.

## Die bisherigen Endspiele
| Saison                       | Sieger                                                                                  | Finalist                                                                                | Ergebnis                                                                                | Spielort                                                                                |
| Regionalligen-System         | Regionalligen-System                                                                    | Regionalligen-System                                                                    | Regionalligen-System                                                                    | Regionalligen-System                                                                    |
| ---------------------------- | --------------------------------------------------------------------------------------- | --------------------------------------------------------------------------------------- | --------------------------------------------------------------------------------------- | --------------------------------------------------------------------------------------- |
| 1969                         | VfL Bochum                                                                              | 1. FC Saarbrücken                                                                       | 5:3                                                                                     | Saarbrücken                                                                             |
| 1970                         | Hertha 03 Zehlendorf                                                                    | TuS Altrip                                                                              | 3:2                                                                                     | Bochum                                                                                  |
| 1971                         | 1. FC Köln                                                                              | 1. FC Nürnberg                                                                          | 3:1                                                                                     | Fürth                                                                                   |
| 1972                         | MSV Duisburg                                                                            | VfB Stuttgart                                                                           | 2:0                                                                                     | Stuttgart                                                                               |
| 1973                         | VfB Stuttgart                                                                           | Kickers Offenbach                                                                       | 3:1                                                                                     | München                                                                                 |
| 1974                         | 1. FC Nürnberg                                                                          | 1. FC Köln                                                                              | 1:0                                                                                     | Stade                                                                                   |
| 1975                         | VfB Stuttgart                                                                           | FC Schalke 04                                                                           | 4:0                                                                                     | Marburg                                                                                 |
| 1976                         | FC Schalke 04                                                                           | Rot-Weiss Essen                                                                         | 5:1                                                                                     | Herne                                                                                   |
| 1977                         | MSV Duisburg                                                                            | VfB Stuttgart                                                                           | 2:1                                                                                     | Mannheim                                                                                |
| 1978                         | MSV Duisburg                                                                            | Hertha 03 Zehlendorf                                                                    | 5:2                                                                                     | Essen                                                                                   |
| 1979                         | Stuttgarter Kickers                                                                     | 1. FC Nürnberg                                                                          | 2:1                                                                                     | Karlsruhe                                                                               |
| 1980                         | SV Waldhof Mannheim                                                                     | FC Schalke 04                                                                           | 2:1                                                                                     | Oberhausen                                                                              |
| 1981                         | VfB Stuttgart                                                                           | FC Schalke 04                                                                           | 4:0                                                                                     | Karlsruhe                                                                               |
| 1982                         | Eintracht Frankfurt                                                                     | VfB Stuttgart                                                                           | 2:0                                                                                     | Karlsruhe                                                                               |
| 1983                         | Eintracht Frankfurt                                                                     | 1. FC Köln                                                                              | 2:0                                                                                     | Marburg                                                                                 |
| 1984                         | VfB Stuttgart                                                                           | 1. FC Kaiserslautern                                                                    | 3:1 n. V.                                                                               | Heilbronn                                                                               |
| 1985                         | Eintracht Frankfurt                                                                     | Bayer 04 Leverkusen                                                                     | 4:2                                                                                     | Mannheim                                                                                |
| 1986                         | Bayer 04 Leverkusen                                                                     | 1. FC Nürnberg                                                                          | 2:0                                                                                     | Leverkusen                                                                              |
| 1987                         | Bayer 05 Uerdingen                                                                      | Eintracht Frankfurt                                                                     | 2:1                                                                                     | Krefeld                                                                                 |
| 1988                         | VfB Stuttgart                                                                           | Bayer 04 Leverkusen                                                                     | 4:1                                                                                     | Stuttgart                                                                               |
| 1989                         | VfB Stuttgart                                                                           | 1. FC Nürnberg                                                                          | 3:2                                                                                     | Stuttgart                                                                               |
| 1990                         | VfB Stuttgart                                                                           | Hertha 03 Zehlendorf                                                                    | 5:1                                                                                     | Berlin                                                                                  |
| 1991                         | VfB Stuttgart                                                                           | 1. FC Kaiserslautern                                                                    | 4:1                                                                                     | Heilbronn                                                                               |
| 1992                         | 1. FC Kaiserslautern                                                                    | 1. FC Köln                                                                              | 5:1                                                                                     | Köln                                                                                    |
| 1993                         | FC Augsburg                                                                             | 1. FC Kaiserslautern                                                                    | 3:1                                                                                     | Augsburg                                                                                |
| 1994                         | Borussia Dortmund                                                                       | Werder Bremen                                                                           | 3:2                                                                                     | Delmenhorst                                                                             |
| 1995                         | Borussia Dortmund                                                                       | Bayer 04 Leverkusen                                                                     | 2:0                                                                                     | Lüdenscheid                                                                             |
| 1996                         | Borussia Dortmund                                                                       | SV Waldhof Mannheim                                                                     | 2:0                                                                                     | Mannheim                                                                                |
| 1997                         | Borussia Dortmund                                                                       | TSV 1860 München                                                                        | 2:1                                                                                     | Augsburg                                                                                |
| 1998                         | Borussia Dortmund                                                                       | FC Bayern München                                                                       | 2:2 n. V., 2:1 i. E.                                                                    | Dortmund                                                                                |
| 1999                         | Werder Bremen                                                                           | VfB Stuttgart                                                                           | 4:1                                                                                     | Stuttgart                                                                               |
| 2000                         | Bayer 04 Leverkusen                                                                     | Werder Bremen                                                                           | 4:2                                                                                     | Leverkusen                                                                              |
| 2001                         | FC Bayern München                                                                       | Bayer 04 Leverkusen                                                                     | 3:2                                                                                     | Leverkusen                                                                              |
| 2002                         | FC Bayern München                                                                       | VfB Stuttgart                                                                           | 4:0                                                                                     | Unterhaching                                                                            |
| 2003                         | VfB Stuttgart                                                                           | Bayer 04 Leverkusen                                                                     | 5:2                                                                                     | Leverkusen                                                                              |
| Bundesliga-System            |                                                                                         |                                                                                         |                                                                                         |                                                                                         |
| 2004                         | FC Bayern München                                                                       | VfL Bochum                                                                              | 3:0                                                                                     | Unterhaching                                                                            |
| 2005                         | VfB Stuttgart                                                                           | VfL Bochum                                                                              | 3:0                                                                                     | Celle                                                                                   |
| 2006                         | FC Schalke 04                                                                           | FC Bayern München                                                                       | 2:1                                                                                     | Gelsenkirchen                                                                           |
| 2007                         | Bayer 04 Leverkusen                                                                     | FC Bayern München                                                                       | 2:1 n. V.                                                                               | Leverkusen                                                                              |
| 2008                         | SC Freiburg                                                                             | VfL Wolfsburg                                                                           | 2:0                                                                                     | Wolfsburg                                                                               |
| 2009                         | 1. FSV Mainz 05                                                                         | Borussia Dortmund                                                                       | 2:1                                                                                     | Mainz                                                                                   |
| 2010                         | Hansa Rostock                                                                           | Bayer 04 Leverkusen                                                                     | 1:0                                                                                     | Leverkusen                                                                              |
| 2011                         | VfL Wolfsburg                                                                           | 1. FC Kaiserslautern                                                                    | 4:2                                                                                     | Wolfsburg                                                                               |
| 2012                         | FC Schalke 04                                                                           | FC Bayern München                                                                       | 2:1                                                                                     | Oer-Erkenschwick                                                                        |
| 2013                         | VfL Wolfsburg                                                                           | Hansa Rostock                                                                           | 3:1 n. V.                                                                               | Rostock                                                                                 |
| 2014                         | TSG 1899 Hoffenheim                                                                     | Hannover 96                                                                             | 5:0                                                                                     | Hannover                                                                                |
| 2015                         | FC Schalke 04                                                                           | TSG 1899 Hoffenheim                                                                     | 3:1                                                                                     | Wattenscheid                                                                            |
| 2016                         | Borussia Dortmund                                                                       | TSG 1899 Hoffenheim                                                                     | 5:3                                                                                     | Sinsheim                                                                                |
| 2017                         | Borussia Dortmund                                                                       | FC Bayern München                                                                       | 0:0 n. V., 8:7 i. E.                                                                    | Dortmund                                                                                |
| 2018                         | Hertha BSC                                                                              | FC Schalke 04                                                                           | 3:1                                                                                     | Oberhausen                                                                              |
| 2019                         | Borussia Dortmund                                                                       | VfB Stuttgart                                                                           | 5:3                                                                                     | Aspach                                                                                  |
| 2020                         | Aufgrund der COVID-19-Pandemie keine Endrunde um die Deutsche A-Junioren-Meisterschaft. | Aufgrund der COVID-19-Pandemie keine Endrunde um die Deutsche A-Junioren-Meisterschaft. | Aufgrund der COVID-19-Pandemie keine Endrunde um die Deutsche A-Junioren-Meisterschaft. | Aufgrund der COVID-19-Pandemie keine Endrunde um die Deutsche A-Junioren-Meisterschaft. |
| 2021                         | Aufgrund der COVID-19-Pandemie keine Endrunde um die Deutsche A-Junioren-Meisterschaft. | Aufgrund der COVID-19-Pandemie keine Endrunde um die Deutsche A-Junioren-Meisterschaft. | Aufgrund der COVID-19-Pandemie keine Endrunde um die Deutsche A-Junioren-Meisterschaft. | Aufgrund der COVID-19-Pandemie keine Endrunde um die Deutsche A-Junioren-Meisterschaft. |
| 2022                         | Borussia Dortmund                                                                       | Hertha BSC                                                                              | 2:1                                                                                     | Berlin                                                                                  |
| 2023                         | 1. FSV Mainz 05                                                                         | Borussia Dortmund                                                                       | 4:2 n. V.                                                                               | Mainz                                                                                   |
| 2024                         | TSG 1899 Hoffenheim                                                                     | Borussia Dortmund                                                                       | 3:1                                                                                     | Oberhausen                                                                              |
| U19-DFB-Nachwuchsliga-System |                                                                                         |                                                                                         |                                                                                         |                                                                                         |
| 2025                         | 1. FC Köln                                                                              | Bayer 04 Leverkusen                                                                     | 5:4                                                                                     | Leverkusen                                                                              |

## Die erfolgreichsten Vereine
In der Tabelle werden nur Vereine berücksichtigt, die den Wettbewerb mindestens einmal gewonnen haben.
| Verein               | Siege | Finalt. | Siegquote |
| -------------------- | ----- | ------- | --------- |
| VfB Stuttgart        | 10    | 16      | 62,5 %    |
| Borussia Dortmund    | 9     | 12      | 75 %      |
| FC Schalke 04        | 4     | 8       | 50 %      |
| Bayer 04 Leverkusen  | 3     | 10      | 30 %      |
| FC Bayern München    | 3     | 8       | 42,86 %   |
| Eintracht Frankfurt  | 3     | 4       | 75 %      |
| MSV Duisburg         | 3     | 3       | 100 %     |
| 1. FC Köln           | 2     | 5       | 40 %      |
| TSG 1899 Hoffenheim  | 2     | 4       | 50 %      |
| VfL Wolfsburg        | 2     | 3       | 66,67 %   |
| 1. FSV Mainz 05      | 2     | 2       | 100 %     |
| 1. FC Kaiserslautern | 1     | 5       | 20 %      |
| 1. FC Nürnberg       | 1     | 5       | 20 %      |
| VfL Bochum           | 1     | 3       | 33,33 %   |
| Werder Bremen        | 1     | 3       | 33,33 %   |
| Hertha 03 Zehlendorf | 1     | 3       | 33,33 %   |
| SV Waldhof Mannheim  | 1     | 2       | 50 %      |
| Hansa Rostock        | 1     | 2       | 50 %      |
| Hertha BSC           | 1     | 2       | 50 %      |
| FC Augsburg          | 1     | 1       | 100 %     |
| SC Freiburg          | 1     | 1       | 100 %     |
| Stuttgarter Kickers  | 1     | 1       | 100 %     |
| Bayer 05 Uerdingen   | 1     | 1       | 100 %     |

## Bemerkenswertes
- Bislang ist es zwei Amateurvereinen gelungen, die Meisterschaft zu gewinnen. Als Erstes gelang dies Hertha 03 Zehlendorf im Jahre 1970. Zweiter Meister aus dem Amateurlager war der FC Augsburg 1993. Im Endspiel von 1970 standen sich mit Hertha Zehlendorf und dem TuS Altrip zwei Amateurvereine gegenüber. Das erste Double – die Meisterschaft bei den A- und B-Junioren – schaffte 1987 Bayer 05 Uerdingen. Borussia Dortmund erreichte zwischen 1994 und 1998 fünf Meisterschaften in Folge.
- Bevor der VfL Bochum 1969 erster offizieller Deutscher A-Jugend-Meister wurde, gab es mit Hamborn 07 im Jahr 1938 bereits einen Deutschen A-Jugend-Meister. Aufgrund der in der NS-Zeit fortschreitenden Entmachtung des DFB wurde dieser Wettbewerb von der Hitlerjugend veranstaltet. Die Mannschaft aus dem Duisburger Norden gewann im Finale am 28. August 1938 mit 2:1 gegen Franken Nürnberg vor 50.000 Zuschauern im Frankfurter Waldstadion. In den Wettbewerben von 1939 bis 1941 durften keine Vereinsmannschaften mehr teilnehmen, sondern sogenannte „Bannmannschaften“, sozusagen Auswahlteams. Die weiteren Titelträger waren die Auswahlen Duisburg-Nord (1939, entsprach dem Vorjahresmeister Hamborn 07[1]), Oberhausen (1940), Herne (1941)[2], Essen (1942).
- Aus den neuen Bundesländern wurde der F.C. Hansa Rostock 2010 als erster Verein Deutscher Meister.